# Hipersten
Hipersten – minerał z gromady krzemianów, zaliczany do grupy piroksenów. Jest minerałem pospolitym i szeroko rozpowszechnionym.
Nazwa pochodzi od gr. hyper = nad i sthenos = siła (bardzo mocny).

## Właściwości
Zazwyczaj tworzy kryształy o pokroju słupkowym i tabliczkowym. Występuje w skupieniach zbitych, ziarnistych, blaszkowych, łuskowych oraz w formie rozsianych w skale ziarn. Rzadko tworzy skupienia sferolityczne. Stanowi jedno z ogniw pośrednich szeregu izomorficznego (roztworu stałego) enstatyt – ferrosilit. Czasami zawiera wrostki brukitu, goethytu i hematytu – jest bogatym w żelazo piroksenem. Wyróżnia się czerwonawą iryzacją, którą powodują blaszkowate inkluzje getytu i hematytu. 

## Występowanie
Występuje w skałach magmowych i metamorficznych. Bywa spotykany wobok bronzytu, enstatytu, oliwinu, hornblendy, diopsydu. Czasami tworzy niemal monomineralne skały – hiperstenity. 
Główne miejsca występowania: Niemcy, USA, Indie, Grenlandia, Norwegia, Francja, Rosja, Szwajcaria, Austria.
W Polsce – występuje na Suwalszczyźnie (w gabrach i norytach). Spotykany w pienińskich andezytach i na Dolnym Śląsku

## Zastosowanie
- ma znaczenie naukowe,
- atrakcyjny i poszukiwany kamień kolekcjonerski,
- kamień ozdobny i jubilerski – ze względu na zbyt ciemną barwę, jest rzadko fasetkowany, natomiast często otrzymuje szlif kaboszonowy, który ujawni iskrzące inkluzje.